# Hoxtolgay
Hoxtolgay (kinesiska: 和什托洛盖, 和什托洛盖镇) är en köpinghuvudort i Kina. Den ligger i den autonoma regionen Xinjiang, i den nordvästra delen av landet, omkring 330 kilometer norr om regionhuvudstaden Ürümqi. Hoxtolgay ligger 804 meter över havet och antalet invånare är 12 986. Befolkningen består av 5 998 kvinnor och 6 988 män. Barn under 15 år utgör 15,0 %, vuxna 15-64 år 79 %, och äldre över 65 år 4,0 %.
Runt Hoxtolgay är det mycket glesbefolkat, med 2 invånare per kvadratkilometer. Trakten runt Hoxtolgay är ofruktbar med lite eller ingen växtlighet.
Genomsnittlig årsnederbörd är 174 millimeter. Den regnigaste månaden är juli, med i genomsnitt 35 mm nederbörd, och den torraste är januari, med 7 mm nederbörd.